# Sheila Camerer
Sheila Margaret Camerer (née le 15 décembre 1941 au Cap en Afrique du Sud) est une avocate et une femme politique sud-africaine, membre du parlement (1987-2009), membre du Parti national (1982-1997), du Nouveau Parti national (1997-2003) et de l'Alliance démocratique (depuis 2003), ministre-adjointe à la justice de 1993 à 1994 dans le gouvernement de Klerk et de nouveau en 1996 dans le gouvernement Mandela. Elle est chef du groupe du nouveau parti national et chef de l'opposition à l'assemblée nationale du parlement sud-africain de 1997 à 1999. Elle est ambassadeur d'Afrique du Sud en Bulgarie de 2009 à 2013. 

## Biographie
Robert Badenhorst-Durandt, père de Sheila Camerer, était un homme politique, membre du parlement et membre du parti national. 
Après ses études de droit à l'université du Cap (1964), Sheila Camerer commence sa carrière comme procureur au tribunal de Johannesburg (1965-1966) puis exerce le métier de journaliste au Financial Mail (1966-1976) avant de devenir avocate en cabinet où elle s'occupe notamment de l'élaboration des stratégies juridiques visant à défendre les activistes anti-apartheid tels Winnie Mandela. 
Parallèlement à son métier d'avocate, elle entame une carrière politique en rejoignant le parti national en 1982 et en se faisant élire au conseil municipal de Johannesburg (1982-1987) et au conseil provincial (1984-1986). En 1987, elle est élue députée de la circonscription de Johannesburg-Rosettenville. Elle participe alors aux négociations constitutionnelles et rédige à ce titre une déclaration des droits. Elle devient également le porte-parole du parti national au parlement et devient ministre-adjointe à la justice en 1993 dans le dernier gouvernement présidé par Frederik de Klerk. Elle est de nouveau ministre-adjoint à la justice de mars à juin 1996 dans le gouvernement présidé par Nelson Mandela. 
En 1997, elle est élue comme chef de file du parti national, bientôt rebaptisé nouveau parti national (NNP), à l'Assemblée nationale. Elle est la première femme et la première anglophone dans l'histoire du parti à occuper cette fonction. 
En 2001, elle est opposée au retrait du NNP de l'alliance démocratique formée un an plus tôt avec le parti démocratique. Elle reste néanmoins membre du NNP jusqu'en 2003, année où la loi nouvellement adoptée lui permet de changer d'affiliation politique sans perdre son siège parlementaire. Elle devient dès lors membre de l'Alliance démocratique. 
En novembre 2006, Camerer vote en faveur de la loi autorisant les unions civiles homosexuelles.
En 2009, le président Jacob Zuma la nomme ambassadeur d'Afrique du Sud en Bulgarie

## Vie privée
Sheila Badenhorst-Durandt a épousé Alexander Camerer et a eu 3 enfants. 